# Premogovniki Oranje-Nassau
Premogovniki Oranje-Nassau je bilo zasebno rudarsko podjetje v Južnem Limburgu za pridobivanje premoga v premogovnem bazenu Južni Limburg. Delovalo je med letoma 1899 in 1974. Bilo je največje zasebno rudarsko podjetje na Nizozemskem.
Podjetje je imelo dve koncesiji blizu Heerlena. Koncesijo z imenom Oranje Nassau je leta 1893 pridobil Henri Sarolea. V okviru te koncesije so bili odprti skupaj trije rudniki (imenovani: Oranje-Nassau I, III in IV). Drugo Karlovo koncesijo v Schaesbergu sta leta 1893 pridobila brata Honigmann in jo dodala podjetju. To koncesijo je koristil rudnik Oranje-Nassau II.
Od štirih rudnikov je bil ON IV prvi, ki je leta 1967 končal površinske dejavnosti. Avgusta 1967 so tam dvignili zadnji vagon za premog. Ta rudnik so povezali z ON III, in je zanj opravljal funkcijo zračnega jaška. Leta 1971 je ON II postal prvi rudnik, ki so ga popolnoma zaprli.  Sledilo je  zaprtje Oranje-Nassau III/IV leta 1973. Konec premogovništva v Limburgu in s tem na Nizozemskem je bilo 31. decembra 1974 z zaprtjem zadnjega odprtega rudnika Oranje Nassau I.
Sedež premogovnikov Oranje-Nassau se je nahajal v stavbi blizu središča mesta Heerlen. Leta 1999 je bila zaščitena kot nacionalni spomenik.

## Zgodovina
Zaradi vse večje industrializacije se je okoli leta 1850 povpraševanje po premogu močno povečalo, zato so bili potrebni novi rudniki. V južnem Limburgu sta premogovnik Domaniale in premogovnik Neuprick v Kerkradeju že proizvajala premog. Po letu 1850 so bila opravljena dodatna poskusna vrtanja na zahodu in podeljene so bile koncesije.  Iz novih kopov je šele leta 1900 na površje prišel prvi premog.
S kraljevim odlokom z dne 2. maja 1893 je konzorciju pod vodstvom Henrija Sarolee podeljena koncesija za pridobivanje premoga pod imenom Oranje-Nassau na območju, velikem skoraj 3.400 hektarov v občini Heerlen en Schaesberg. Koncesija je bila prenesena na NV Maatschappij tot Exploitatie van Limburgsche Steenkolenmijnen. Sarolea je za uresničitev svojih načrtov iskal sofinancerje. Nemška brata Karl in Friderik Honigmann sta bila leta aktivna vlagatelja v rudarsko industrijo. V podjetje sta bila pripravljena vložiti denar in Karlovo koncesijo. Začetni kapital družbe je znašal 1,5 milijona guldnov, razdeljen na 1500 delnic po 1000 guldnov. Brata Honigmann sta imela s 1370 delnicami očitno večinski delež. Sarolea je imel le deset delnic, preostalih 120 delnic pa je bilo v lasti dveh drugih financerjev. Odprtje novega rudarskega območja je leta 1896 omogočila nova železnica  med Sittardom in Herzogenrathom, tik ob meji v Nemčiji. Premog je bilo zdaj mogoče do strank prevažati po železnici v velikih količinah in po sprejemljivih prevoznih stroških.
Po Saroleini smrti (leta 1900) je vodstvo rudnika prevzel Eduard Honigmann, Friderikov sin. Karl Honigmann je umrl leta 1903 in leta 1908 je Friderik Honigmann podjetje  prodal za pet milijonov guldnov francosko-lorenskemu družinskemu podjetju Les Petits-Fils de François de Wendel et Cie (PFFW) s sedežem v Parizu. Družina De Wendel je od zgodnjega 18. stoletja ustvarila številne interese v industriji železa in jekla v Loreni. Pri proizvodnji je bilo uporabljenega veliko koksa in De Wendel je bil odvisen od nemških proizvajalcev, ki so se leta 1896 združili v kartel. Z nakupom rudnikov Oranje-Nassau je družina hotela sama proizvesti koksa. Vrtanje na severnem polju leta 1908 se je zdelo obetavno in gradnja rudnika Oranje-Nassau III v Heerlerheideju se je začela leta 1917. Zaradi razpok v podzemlju je bilo pridobivanje mastnega premoga manj donosno. Kopanje mastnega premoga je bilo leta 1927 upočasnjeno in leta 1932 ustavljeno. Rudniki Oranje-Nassau so nazadnje proizvajali predvsem pust premog.

## Premogovništvo
Leta 1896 se je začela gradnja prvih dveh jaškov novega rudnika Oranje-Nassau I. Prvi premog so izkopali leta 1899. Leta 1905 se je začela gradnja tretjega jaška, ki je bil v uporabo predan leta 1912. V rudniku Oranje-Nassau II, po Karlovi koncesiji, ki se nahaja v Schaesbergu, se je poglabljanje dveh jaškov začelo leta 1898. Ti so začeli obratovati v letih 1902 in 1904. Rudnik je začel s polno proizvodnjo šele leta 1906, ko je bila dokončana železniška povezava s Heerlenom. Po prevzemu družbe Wendel leta 1908 se je šele leta 1912 začela gradnja jaška Oranje-Nassau III v Heerlerheideju. Ta rudnik je začel proizvajati leta 1917. Že leta 1910 so v Heksenbergu začeli izkopavati prezračevalni jašek za Oranje-Nassau III. Načrte so kasneje razširili in končno je leta 1928 začel obratovati Oranje-Nassau IV kot samostojen rudnik. To je bil najmanjši od štirih rudnikov Oranje-Nassau. Najgloblji premogovni sloji, ki so jih rudniki ON izkopali leta 1953, so bili na globini 545 metrov in tistega leta so proizvedli 2,6 milijona ton premoga. Delež rudnikov Oranje-Nassau je znašal približno 20 % celotne nizozemske proizvodnje premoga.

## Proizvodnja
V štirih premogovnikih so med letoma 1899 in 1974 skupaj proizvedli več kot 118 milijonov ton premoga. V tem je imel večinski delež premog za gospodinjstva. Premog, bogat s plinom so do leta 1927 pridobivali iz rudniških polj ON III in ON IV. Po letu 1923 je ON III proizvedel največ premoga. Največjo proizvodnjo so dosegli leta 1937, ko so štirje rudniki proizvedli 2,93 milijona ton premoga.
| Ime rudnika               | lokacija               | leta v proizvodnji | celotna proizvodnja |
| ------------------------- | ---------------------- | ------------------ | ------------------- |
| Orange-Nassau I           | Heerlen                | 1899 - 1974        | 31.978.000 ton      |
| Orange-Nassau II          | Schaesberg (Landgraaf) | 1904 - 1971        | 34.064.000 ton      |
| Orange-Nassau III         | Heerlerheide           | 1917 - 1973        | 38.265.000 ton      |
| Orange-Nassau IV          | Heksenberg (Heerlen)   | 1928 - 1967        | 13.754.000 ton      |
| Skupaj Orange-Nassau I-IV |                        | 1899 - 1974        | 118.061.000 ton     |

## Postopek proizvodnje
Na površju so odstranili kamenje in premog sortirali. V rudnikih so pridobivali nemasten, polmasten in tričetrt masten premog. Nadalje so premog oprali in presejali, pri čemer so bili največji kosi premoga izločeni. Za rudnike Oranje-Nassau s številkami I, III in IV se je to opravilo na lokaciji sedeža rudnika Oranje-Nassau I. Orange-Nassau II je imel posebnost, deloma zaradi svoje nekoliko oddaljene lokacije. Po dodajanju smole in pod visokim pritiskom so preostali fini premog stisnili v brikete in jajčne brikete. Tovarne briketov v Oranje-Nassau so imele skupno zmogljivost 500.000 ton na leto.

## Stranke
Pred drugo svetovno vojno so premog in brikete večinoma prodajali na Nizozemskem in med drugim izvažali v Belgijo. Kljub teritorialno ugodni lokaciji rudnikov se izvoz zaradi trgovinskih ovir ni razmahnil. Tik pred in med drugo svetovno vojno je izvoz popolnoma zastal. Šele leta 1952, po ustanovitvi Evropske skupnosti za premog in jeklo (ESPJ), se je izvoz znova začel. Glavna naloga ESPJ je bila odprava trgovinskih ovir med sodelujočimi državami, in sicer Nizozemsko, Belgijo, Luksemburgom, Nemčijo, Francijo in Italijo, ter spodbujanje mednarodne trgovine.

## Zaposleni
Leta 1953 je imela družba 8349 'delavcev', od tega 5383 podzemnih (brez 110 mesečnih delavcev in 783 uslužbencev). Rudniki Oranje-Nassau so imeli največ delovne sile leta 1958 z 9742 zaposlenimi. Podjetje je zagotovilo tudi stanovanja za osebje in na koncu je bilo v imenu podjetja na območju Heerlena zgrajenih več kot 1400 domov. Poleg zagotavljanja domov je bila zagotovljena tudi finančna podpora za najem ali nakup teh hiš.

## Dimniki
ON I je imel lastno elektrarno. Za njene potrebe je bil v letih 1937/38 zgrajen 135 metrov visok dimnik Lange Jan. Z drugim dimnikom Lange Lies (1953, 155 m) sta do avgusta 1976 dominirala na obzorju Heerlena.

## Premogovniška jalovina
Jalovina iz Oranje-Nassau IV s kamnitimi odpadki iz premogovnika je imela površino približno 11 hektarjev, v višino 45 metrov in maso 3,1 milijona ton.

## Zaključek
V šestdesetih letih prejšnjega stoletja so rudniki postajali vse manj dobičkonosni, deloma zaradi uvoza cenejšega premoga iz tujine. Od leta 1964 naprej so rudniki ON poslovali z izgubo in prejemali državno podporo. Pod vlado Calsa je bilo v Stadsschouwburgu v Heerlenu 17. decembra 1965 napovedano zaprtje premogovnika v južnem Limburgu. Prenehanje izkopa see je končalo 31. decembra 1974. Zaradi hitrega izkoriščanja velikega odkritja zemeljskega plina v Groningenu je  bila tudi potreba po lastnem premogovništvu manjša.
Zapiranje rudnikov Oranje-Nassau je potekalo postopoma. Februarja 1967 je bilo sklenjeno združiti dejavnosti podzemnega rudarjenja Oranje-Nassau III in IV ter avgusta 1967 ustaviti proizvodnjo premoga in površinske operacije Oranje-Nassau IV. Skupna proizvodnja Oranje-Nassau je padla z 2,5 milijona ton premoga leta 1965 na 2,0 milijona ton leta 1968. V istem obdobju se je število zaposlenih zmanjšalo z 9.298 na 6.719. V pogovoru z vlado je bil vrstni red zaprtja dogovorjen na naslednji način: najprej Oranje-Nassau II (junij 1971), nato ON III/IV (3. avgust 1973) in končno sedež I (31. december 1974). Najpomembnejša nadzemna podjetja so bila na sedežu I v Heerlenu, kar pojasnjuje pozen datum zaključka. Oranje Nassau I je bil dokončno zaprt v torek, 31. decembra 1974. 
V zadnjem letu so proizvedli le še 0,4 milijona ton premoga.
Od leta 1971 so bili jaški zaprti. V najvišjo etažo podzemnega delovanja so namestili betonski zamašek, jašek zgoraj pa zasuli z rudniško jalovino iz odlagališča. Trije jaški Oranje-Nassau I so bili na ta način zaprti od februarja 1975. Ker vode niso več črpali, so bila podzemna dela poplavljena. V Heerlerheideju se ta (topla) rudniška voda od leta 2008 uporablja v projektu geotermalne energije .
Od sredine leta 2005 se nizozemski rudarski muzej nahaja v stavbi jaška in zgradbi dvižnih strojev jaška II nekdanjega rudnika Oranje-Nassau I v Heerlenu.
Francosko podjetje Wendel še vedno obstaja in deluje pod imenom Wendelgroup. Je 100-odstotni lastnik nizozemske podružnice Oranje-Nassau. Potem ko je nizozemska država prevzela rudnike Oranje-Nassau v Limburgu, se je pozornost preusmerila na naložbe v energetiko, predvsem nafto, zemeljski plin in nepremičnine. Ta zadnja dejavnost je bila odprodana leta 2007. Sredi leta 2009 je Wendelgroup prodal energetske dejavnosti Oranje-Nassau družbi Oranje-Nassau Energie (ONE), ki ima deleže v nizozemskih naftnih in plinskih poljih na morju. Kar je ostalo, je investicijska družba z deleži v različnih manjših podjetjih, kot je Van Gansewinkel Group.